# 저우 청저우
저우 청저우(周承舟, 1982년 12월 28일 ~)는 중국의 사진작가이자 영화 감독이다.

## 어린 시절
저우청저우는 1982년 12월 후난성 창더시에서 출생하였다.
7살 때, 저우의 아버지는 그에게 필름 카메라를 다루는 방법과 더 선명한 사진을 찍는 방법을 가르쳐주었고, 그는 사진에 대한 열정을 갖게 되었다. 당시에는 단지 취미로 사진 촬영을 하고 있었으며, 사진을 통해 경력을 쌓을 계획은 없었다.
2005년에 베이징대 중어중문학과를 졸업한 후, 그는 수년간 신발 개발에 몰두했다. 그러나 그 기간 동안에는 온라인 홍보를 위해 200,000개 이상의 신발 이미지를 촬영하면서 다시 한번 사진에 대한 그의 사랑이 불타오르게 되었다. 이것은 그의 사진 실력을 향상시키는 데 도움이 되었다.
그는 2015년에는 사진에 더욱 관심을 기울이고, 2016년에는 TV쇼 촬영, 파리 패션위크 촬영 등 다양한 경험을 통해 기량을 연마했다. 그 다음으로, 그는 공식적으로 사진작가가 되었고 드론을 사용하여 거대한 엔지니어링 프로젝트와 고속철도 인프라의 사진을 촬영하면서 렌즈 뒤에서 경력을 쌓기 시작했다. 경험이 쌓이면서 그는 전통적인 사진 개념에서 벗어나 자신만의 스타일을 발전시키려고 노력했다.

## 전기
주로 영적인 의식과 관련된 작품을 제작하고 연구하는 데 중점을 둔다. 그의 작품은 산업화, 도시화, 주변화 등의 주제를 다루면서 사람과 보다 넓은 보편적 문화 사이의 간극을 강조한다.

## 수상
- Lensculture 서머 오픈 어워드 2022, 수상자[5][6]
- Silvana S. 재단 위원회 어워드 2022, 최종 후보

- 1x 포토 어워드 2017/18, 수상작[7]

- Aesthetica Art Prize 2019 및 2023, 최종 후보[8]
- 내셔널 지오그래픽 어워드 2019 포토페스트, 수상작
- Lensculture 아트 포토그래피 어워드 2018, 파이널리스트[9]

- 제5회 FAPA 어워드, 파이널리스트[10]

## 영화 제작 경력
그의 첫 번째 영화인 “잠재의식”은 2020년에 개봉하여 13개 페스티벌 델 시네마 파톨로지코에서 최우수 관객상 장편 영화상을 수상했고, 로스앤젤레스 언더그라운드 필름 포럼에서 심사위원상을 수상했으며 아디론댁 영화제, 젤리 영화제에서 후보에 올랐다.
2021년에 두 번째 영화인 “언리플렉스 랜드”를 완성했다.
2022년에는 첫 장편영화인 "시간 제공자"를 완성했다.

## 필모그래피
| 년도   | 제목              | 감독 | 작가 |
| ------ | ----------------- | ---- | ---- |
| 2020년 | 무의식            | 예   | 예   |
| 2021년 | 무반사 토지       | 예   | 예   |
| 2022년 | 시간 제공자       | 예   | 예   |
| 2022년 | 타임즈 파라다이스 | 예   | 예   |
| 2022년 | 벽돌 운반         | 예   | 예   |
| 2023년 | 창포 꽃           | 예   | 예   |

## 전시회
타임즈 파라다이스 - 798 아트존, 이상 기체, 2023
쓰레기는 어디로 갔을까? - 투데이 미술관 전시, 2020
의식 아래 - 에스테티카 아트 프라이즈 2019 요크 아트 갤러리에서 열린 전시회, 2019
요크 아트 갤러리에서 열린 전시회, 2019
균형 잡힌 행성 - 내셔널 지오그래픽 후원 갤러리 2019 포토페스트
다차원 자연 - 핑야 오 국제 사진 페스티벌, 2017

## 간행물
- X, 1X, 2018 ISBN 9789-1979-1847-3[20]
- 미래의 나우, 2019[21]
- 천박한 삶과 우아한 성가, 중국식 몬드리안 , P232-233, 2015, ISBN 978-7-115-41109-9[22]